# Église Saint-André d'Alet-les-Bains
L'église Saint-André d'Alet-les-Bains est une église située en France sur la commune d'Alet-les-Bains, dans le département de l'Aude en région Occitanie.

## Localisation
L'église est située sur la commune d'Alet-les-Bains, dans le département français de l'Aude.

## Historique
L'église Saint-André est séparée de l'ancienne cathédrale par le cimetière paroissial.
La construction de l'église paroissiale Saint-André a été entreprise par le premier évêque d'Alet, Barthélemy (1318-1333). L'abside et la travée droite du chœur ont dû être terminées du vivant de l'évêque Barthélemy. Elles ont été réalisées en même temps que commençaient les travaux d'agrandissement de la cathédrale. L'évêque Guillaume Ier d'Alzonne a fait bâtir la chapelle et le clocher qui la surmonte. Son successeur, Guillaume II de Florence, a fait édifier la petite chapelle symétrique.
Les deux travées de la nef ont été construites à la suite, mais les travaux se sont arrêtés car l'évêque Arnaud de Villars a choisi de se consacrer uniquement à la construction de la cathédrale. Les chapelles latérales de la première travée de la nef ont été aménagées entre les contreforts.
C'est à la fin du XVe siècle que l'évêque Guillaume IV de Roquefort a ouvert les chapelles de la deuxième travée. On peut voir ses armoiries dans la chapelle nord. Il est probablement lui qui a construit le portail occidental et le la petite flèche aux arêtes ornées de crochets au-dessus du clocher.
L'évêque Nicolas Pavillon a fait restaurer l'église au milieu du XVIIe siècle et répare la chapelle Notre-Dame en 1666. Au XVIIIe siècle, le chœur est agrandi avec un décor nouveau  en panneaux de stuc et la pose de grilles en fer forgé devant le chœur et les chapelles latérales.
Une troisième chapelle latérale est construite côté nord au XIXe siècle. L'architecte Saulnier a restauré le clocher et sa flèche et a percé les quatre petites roses imitées de celles de l'église Saint-Vincent de Carcassonne.
Le baron Guilhermy a remarqué des traces de peintures  dans le réduit nord sous le clocher, chapelle Saint-Benoît, avant 1910. Les peintures ont été classées en 1910 et restaurées peu après. À la voûte, le décor entourant la clef montre l'arbalète d'or de l'évêque Guillaume d'Alzonne (1333-1355). Sur le mur oriental a été peinte une Crucifixion qui a été rapprochée de celle de la tour de la Madeleine du palais archiépiscopal de Narbonne d'après Gratien Leblanc. À droite se trouve une représentation de la Mort de saint Benoît, sur le mur nord se trouvent deux Scènes de la vie de saint Maur. Le style de ces peintures est daté des environs de 1345.
Les parties de murs décorés de peintures monumentales au XIVe siècle de la chapelle dite de Saint-Benoît représentant des scènes de la vie bénédictine ont été classées au titre des monuments historiques depuis le 21 mars 1910.

## Description
Dimensions intérieures :
- longueur totale : 25,10 m
- largeur totale : 17,80 m
- hauteur de la charpente : 15,50 m

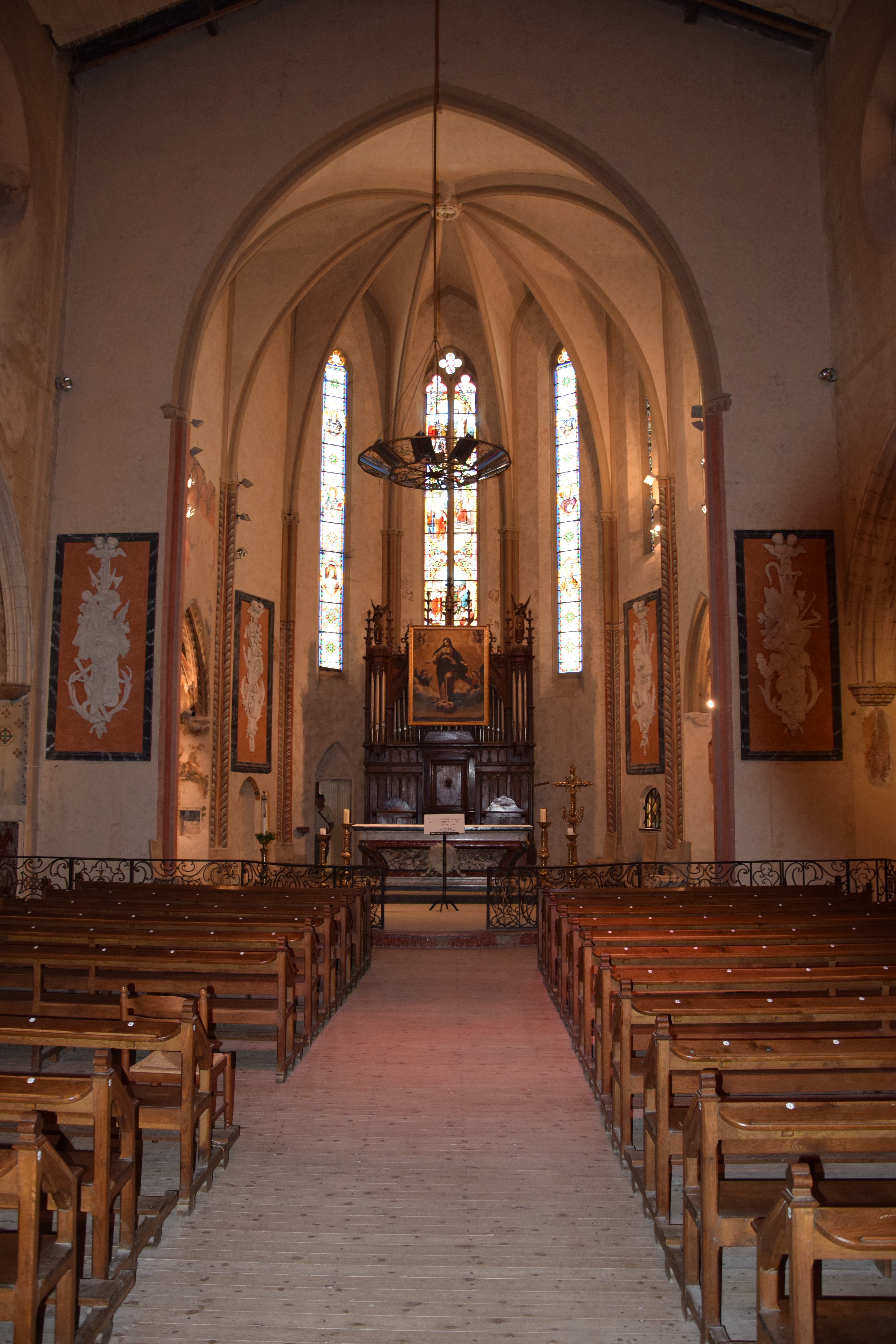
La nef et le chœur de l'église.

- longueur de la nef seule : 17,30 m
- largeur de la nef : 11,35 m
- largeur du sanctuaire : 7,62 m
- profondeur du sanctuaire : 7,60 m
- hauteur du sanctuaire : 13 m